# Liste von Klöstern in Bamberg
Dies ist eine Liste von Klöstern in Bamberg:
- Antoniterkloster Bamberg
- Kloster Michelsberg, Benediktiner
- St. Getreu (Bamberg), Benediktiner
- Dominikanerkloster Bamberg
- Dominikanerinnenkloster Heilig Grab
- Franziskanerkloster Bamberg
- Kapuzinerkloster Bamberg
- Kloster in der Au (Bamberg), Karmeliten
- Karmelitenkloster Bamberg
- Klarissenkloster Bamberg
- Kloster Maria Himmelfahrt (Bamberg), Englische Fräulein